# TOHOSHINKI LIVE TOUR 2018 ~TOMORROW~
《TOHOSHINKI LIVE TOUR 2018 ~TOMORROW~》는 그룹 동방신기의 아레나 위주로 치러진 10번째 일본 전국 콘서트 투어이다.

## 개요
동방신기는 닛산 스타디움에서 앞서 개최된 〈TOHOSHINKI LIVE TOUR ~Begin Again~ SPECIAL EDITION〉의 3일 차인 2018년 6월 10일, 전국 10개 지역을 총 32회에 걸쳐 순회하는 아레나 & 돔 투어 개최를 선언하였고 뒤이어 동방신기 공식 홈페이지를 통해 상세한 투어 일정이 공개되었다. 이후 8월 12일에는 아레나 투어의 일반 예매, 9월 1일에는 돔 투어의 일반 예매가 개시되었다. 32회에 걸친 장기간의 투어 기간에도 불구하고 전석이 매진될 만큼 현지 팬들의 호응이 좋아 쿄세라 돔 오사카에서의 1회 공연이 추가됨으로써 동방신기는 7회에 걸쳐 도쿄 돔 무대에 오르는 위업을 달성하였으며 더 나아가 본 투어를 통해 68만여명의 누적 관객을 기록하였다.

## 투어 일정
| 일정             | 도시     | 장소                                   | 관객 수        |
| ---------------- | -------- | -------------------------------------- | -------------- |
| 2018년 9월 26일  | 기옥     | 사이타마 슈퍼 아레나                   | 통산 70,000명  |
| 2018년 9월 27일  | 기옥     | 사이타마 슈퍼 아레나                   | 통산 70,000명  |
| 2018년 9월 28일  | 기옥     | 사이타마 슈퍼 아레나                   | 통산 70,000명  |
| 2018년 10월 6일  | 복강     | 마린 멧세 후쿠오카                     | 통산 36,000명  |
| 2018년 10월 7일  | 복강     | 마린 멧세 후쿠오카                     | 통산 36,000명  |
| 2018년 10월 8일  | 복강     | 마린 멧세 후쿠오카                     | 통산 36,000명  |
| 2018년 10월 12일 | 광도     | 그린 아레나                            | 통산 30,000명  |
| 2018년 10월 13일 | 광도     | 그린 아레나                            | 통산 30,000명  |
| 2018년 10월 14일 | 광도     | 그린 아레나                            | 통산 30,000명  |
| 2018년 10월 19일 | 찰황     | 마코마나이 세키스이 하임 아이스 아레나 | 통산 30,000명  |
| 2018년 10월 20일 | 찰황     | 마코마나이 세키스이 하임 아이스 아레나 | 통산 30,000명  |
| 2018년 10월 21일 | 찰황     | 마코마나이 세키스이 하임 아이스 아레나 | 통산 30,000명  |
| 2018년 10월 26일 | 후쿠이   | 후쿠이 선 돔                           | 통산 30,000명  |
| 2018년 10월 27일 | 후쿠이   | 후쿠이 선 돔                           | 통산 30,000명  |
| 2018년 10월 28일 | 후쿠이   | 후쿠이 선 돔                           | 통산 30,000명  |
| 2018년 11월 2일  | 니가타   | 토키 멧세 니가타 컨벤션 센터           | 통산 27,000명  |
| 2018년 11월 3일  | 니가타   | 토키 멧세 니가타 컨벤션 센터           | 통산 27,000명  |
| 2018년 11월 4일  | 니가타   | 토키 멧세 니가타 컨벤션 센터           | 통산 27,000명  |
| 2018년 11월 14일 | 나고야시 | 니혼 가이시 홀                         | 통산 36,000명  |
| 2018년 11월 15일 | 나고야시 | 니혼 가이시 홀                         | 통산 36,000명  |
| 2018년 11월 16일 | 나고야시 | 니혼 가이시 홀                         | 통산 36,000명  |
| 2018년 11월 22일 | 미야기   | 세키스이 하임 슈퍼 아레나              | 통산 21,000명  |
| 2018년 11월 23일 | 미야기   | 세키스이 하임 슈퍼 아레나              | 통산 21,000명  |
| 2018년 11월 24일 | 미야기   | 세키스이 하임 슈퍼 아레나              | 통산 21,000명  |
| 2018년 12월 3일  | 동경     | 도쿄 돔                                | 통산 200,000명 |
| 2018년 12월 4일  | 동경     | 도쿄 돔                                | 통산 200,000명 |
| 2018년 12월 11일 | 동경     | 도쿄 돔                                | 통산 200,000명 |
| 2018년 12월 12일 | 동경     | 도쿄 돔                                | 통산 200,000명 |
| 2018년 12월 15일 | 대판     | 쿄세라 돔 오사카                       | 통산 200,000명 |
| 2018년 12월 16일 | 대판     | 쿄세라 돔 오사카                       | 통산 200,000명 |
| 2019년 1월 18일  | 대판     | 쿄세라 돔 오사카                       | 통산 200,000명 |
| 2019년 1월 19일  | 대판     | 쿄세라 돔 오사카                       | 통산 200,000명 |
| 2019년 1월 20일  | 대판     | 쿄세라 돔 오사카                       | 통산 200,000명 |

## 세트 리스트
- Opening VCR -
- Yippie Ki Yay
- Showtime
- Something

- Ment -
- Get Going
- I Don't Know

- VCR #2 -
- Jungle
- Electric Love
- 呪文-MIROTIC-

- VCR #3 -
- I Love You
- Telephone
- 明日は来るから -TOMORROW Version-

- Ment -
- Road
- サクラミチ (벚꽃길)

- VCR Music Video (Back To Tomorrow) -
- 運命 (The Chance Of Love)
- SURI SURI (Spellbound)

- Band & Dancer Introduction (Special One) -
- Jealous
- Trigger
- "O"-正.反.合.

- Encore -
- Sweat

- Ment -
- This Is My Love
- Share The World
- SHINE
- Weep

- Ending -

- Opening VCR -
- Yippie Ki Yay
- Showtime
- Something

- Ment -
- Get Going
- I Don't Know

- VCR #2 -
- Jungle
- Electric Love
- 呪文-MIROTIC-

- VCR #3 -
- I Love You
- Telephone
- 明日は来るから -TOMORROW Version-

- Ment -
- Road
- Make A Change

- VCR #4 -
- Burning Down (유노윤호 Solo)
- In A Different Life (최강창민 Solo)

- VCR Music Video (Back To Tomorrow) -
- 運命 (The Chance Of Love)
- SURI SURI (Spellbound)

- Band & Dancer Introduction (Special One) -
- Jealous
- Trigger
- "O"-正.反.合.

- Encore -
- Sweat

- Ment -
- Share The World
- SHINE
- High Time
- This Is My Love
- 大好きだった (정말 좋아했다)
- Weep

- Ending -

## 특이사항 및 에피소드
- 공연 1일 차인 2018년 9월 26일, 최강창민이 〈サクラミチ〉의 1절 가사를 까먹는 실수를 범했다.
- 공연 1일 차인 2018년 9월 26일에는 사내 동료 그룹인 슈퍼주니어-D&E와 태민이 관람하였다.
- 공연 실황 DVD 촬영은 도쿄 돔에서의 최종일인 2018년 12월 12일에 진행되었으며, 이와 별도로 투어의 최종일인 2019년 1월 20일 공연 실황이 WOWOW 프라임 채널을 통해 생중계되었다.
- WOWOW 프라임 채널 생중계일인 2019년 1월 20일, 투어 진행 중의 동방신기의 멘트 도중 WOWOW의 언급 횟수를 맞추는 퀴즈 이벤트를 진행하기도 했다.

## 제작
- 동방신기 (유노윤호, 최강창민)
- 기획·제작 : 에이벡스 엔터테인먼트, SM 엔터테인먼트 재팬
- 협찬 : LIVEDAM STADIUM, 세븐일레븐, WOWOW
- 총감독 : SAM